# Salvador Dalí Museum
Il Salvador Dalí Museum è un museo di Saint Petersburg in Florida, intitolato al pittore spagnolo Salvador Dalí.
La struttura è opera dell'architetto Yann Weymouth, ed è stata inaugurata nel gennaio 2011.

## Opere
L'esposizione permanente del sito è formata da più di 2 000 opere tra cui 96 dipinti ad olio come:
- Il torero allucinogeno, Salvador Dalì[4]
- Lo spettro del sex appeal, Salvador Dalì[2]